# AIM-54 フェニックス
AIM-54 フェニックス（英: Phoenix）は、長距離空対空ミサイルである。F-14 トムキャット戦闘機専用の兵器であり、F-14には最大6発まで搭載できる。

## 開発

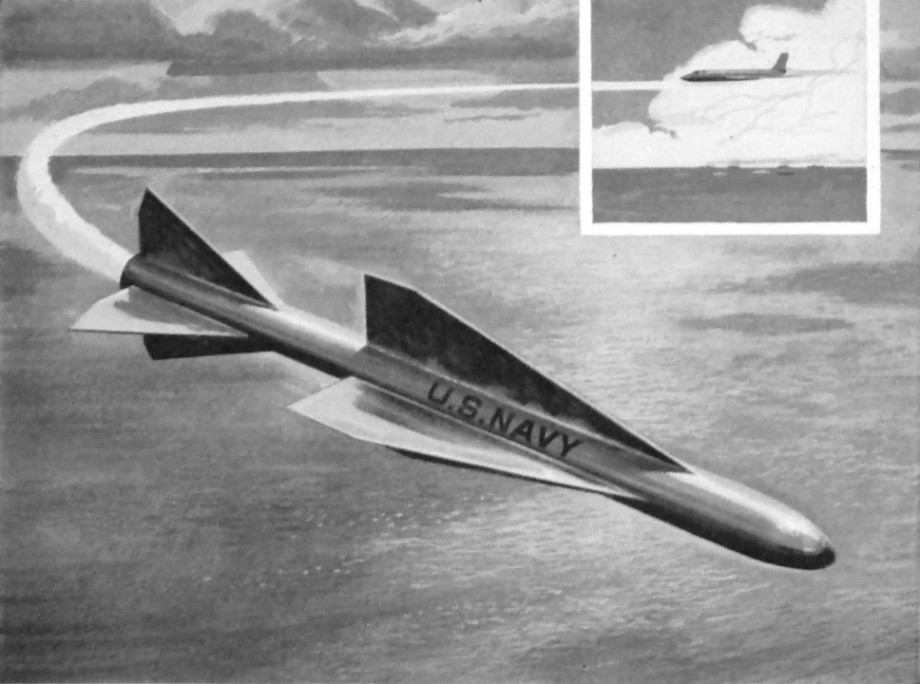
XAAM-N-10 イーグル空対空ミサイルの想像図

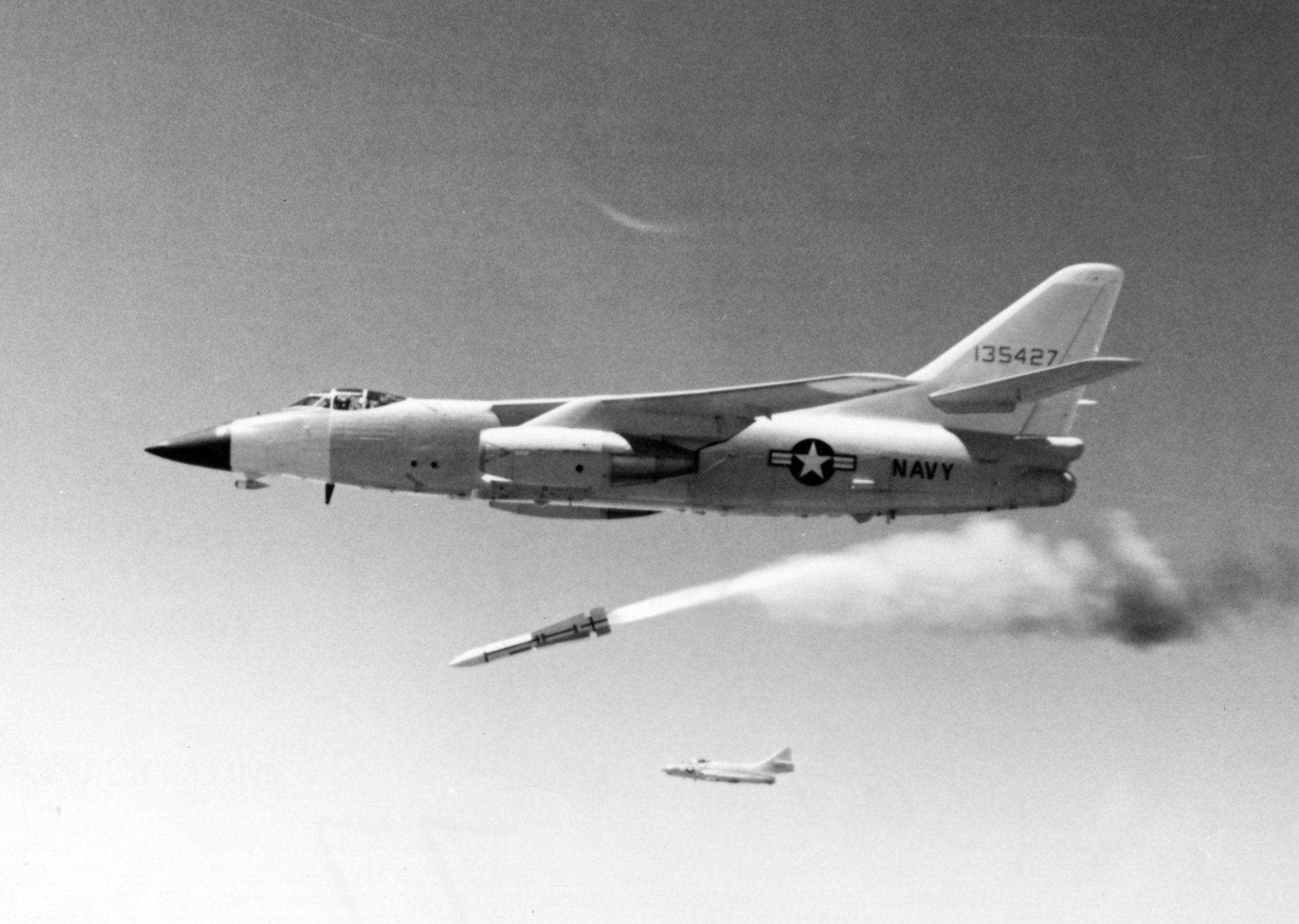
NA-3Aから発射されたXAIM-54A

1950年代後半のアメリカ海軍は、F6D開発計画にも見られるように、ソビエト連邦軍の大型爆撃機を目標として、長距離空対空ミサイルで迎撃することを構想していた。搭載ミサイルとしてAAM-N-10イーグル空対空ミサイルが1957年より研究されていたが、これは1960年に中止された。
一方でアメリカ空軍は、要撃機用の長射程ミサイルとして、AIM-47を開発していた。XF-108やYF-12への搭載が考えられていたが、両機ともXやY番号が外れなかった事からもわかるとおり、開発は中止され実戦配備はなされなかった。
そこで、アメリカ海軍と空軍の長距離空対空ミサイル計画を統合し、新しい長距離空対空ミサイルとして、フェニックスの開発が開始された。これはAAM-N-11と呼称されたが、1963年にAIM-54に名称変更されている。フェニックスを運用する戦闘機としてF-111の海軍型（F-111B）が開発されていたが、これは1968年に中止され、実用化はなされなかった。後の搭載機となるF-14の初飛行は1970年のことである。部隊配備は1974年から開始された。一方で空軍はその後、新規の要撃機の開発を行っておらず、フェニックスの搭載機は開発されないままに終わった。
改良型のAIM-54Cは、対艦ミサイルや巡航ミサイルにも対処可能なように開発された。元来ソ連からの核攻撃を含む攻撃から空母艦隊を守るために作られたミサイルであり、長大な射程は核攻撃の有効範囲外から爆撃機あるいは巡航ミサイルを破壊するために設定された。しかしながらそのような事態は発生する事はなかった。同時に大型で高価なミサイルであることから、アメリカ海軍がF-14用に配備したものの、実戦ではほとんど使用されなかった。アメリカ海軍は、2004年9月30日にフェニックスを退役させている。
NASAではフェニックスミサイルの退役した後の2006年に、データ取得のために本ミサイルを活用している。このミサイルは余剰在庫になっていたアメリカ海軍のフェニックスミサイルの弾頭を小型軽量のフライトデータ入力・送信システムや誘導システムに置き換えた弾頭に変更したもので、超音速フライトデータを取得するために利用された。このとき、フェニックスミサイルはF-14ではなくF-15に搭載・発射された。

## 設計
弾頭は通常タイプ（核弾頭ではない）。専用に開発されたレーダー/火器管制装置（AN/AWG-9）は最大24目標の同時探知・追尾能力を備えており、このうち最大で6機の目標に対して、ほぼ同時発射が可能である。ただし、F-14にフェニックスを6発搭載した状態での航空母艦への着艦は、着艦やり直しのために残しておく燃料重量の関係(計算上6発搭載でも着艦は可能であるが、着艦復行の場合アプローチ前に空中給油を要する、すなわち空中給油機を待機させておかなければならない程燃料を減らさなければならない)で、着艦時には海上で2発投棄する必要がある。そのため、運用規定により通常はフェニックスの搭載は4発以下に制限されている（残りのハードポイントにはスパローやサイドワインダーなどが搭載される）。
全天候下での運用が可能で、強力なジャミングに曝された状況でも支障はなく、近接信管もMK 334レーダー、赤外線、衝撃信管で構成される複合型であった。

## 各型
弾体の種類により、胴体に書かれた帯の色で区別される。
- 黄色=実弾
- 青色=訓練弾
- 茶色=モーターのみ装備

### XAIM-54A
1965年より飛行試験を実施していたプロトタイプ。

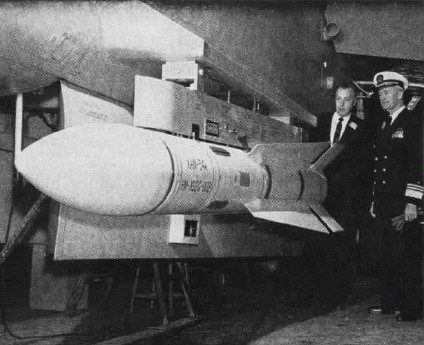
NA-3Aの翼下パイロンに装備されたXAIM-54A

### AIM-54A
1974年に運用が開始された最初のタイプ。中間誘導にセミアクティブ・レーダー・ホーミング、終末誘導にアクティブ・レーダー・ホーミング方式を採る。

### AIM-54B
1972年より開発が開始され、1977年に登場した簡易タイプ。主翼とフィンをハニカム構造を採用した板金とし、液体冷却を必要としないモデルであった。費用対効果がないとしてキャンセルされた。

### AIM-54C

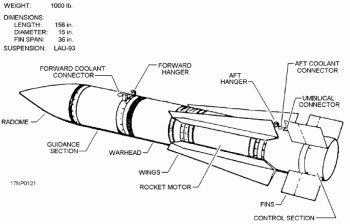
AIM-54C

イランからソ連にわたったミサイル技術をつぶす目的で開発が実施され、1986年からAIM-54Aと交代した改良型。デジタル式のWGU-11/BガイダンスとWCU-7/B制御部、ソリッドステート化されたレーダー、デジタル式の電子機器を導入、ストラップダウン式の慣性航法装置の搭載により中間誘導方式に慣性誘導が追加された。AIM-54Aの制御部にあった自動操縦装置は電子サーボ制御アンプ（ESCA）に置き換えられた。対電子妨害対抗能力（ECCM）能力も強化され、弾頭は連続ロッドから制御されたフラグメンテーション弾頭に置き換えられた。DSU-28/Bの目標検出装置の搭載により、高クラッタ環境および小型・低高度目標に対する信管の精度が上がり、低および高高度を飛行する対艦ミサイルや巡航ミサイルに対処することが可能となった。また、自己診断回路および航空機によるテスト機能の追加で整備が容易となったほか、部品数はAIM-54Aとの比較で15%減少した。
AIM-54Cは継続的にアップグレードされ、MK 82弾頭は後に新しいWDU-29/B弾頭に、弾頭部はWAU-16/BまたはWAU-20/Bに置き換えられた。WDU-29/Bは、20-25％有効性の増加を提供した。

### AIM-54C+
F-14D向けに1986年より生産と配備が開始されたタイプ。搭載機が上昇したときやダイブしたときの海上の天候や温度変化などへの耐性と信頼性向上なども図られ、電気変換ユニット（ECU）の再設計と自己完結型の密閉サイクル冷却システム(温度調節液の必要性を排除する内部ヒーター)の装備によりキャプティブ飛行中の熱調整用液体供給を不要としてミサイルを密封化した。また、内装する電子機器にはAIM-120からレトロフィットされたハイパワー進行波管（TWT）送信器および低サイドローブアンテナが装備された。1987年8月より本格的な開発が開始され、1990年8月14日に実施された完全にアップグレードされたAIM-54C+最初の飛行試験では、前例のないマルチショットを実証し、QF-4ドローンへの直撃を達成した。ハイパワーフェニックスのほかAIM-54C (Sealed)とも呼称された。

### AIM-54C ECCM/Sealed
1988年にIOCを達成した対電子妨害対抗能力（ECCM）能力を強化したAIM-54Cの発展型。C+と同様に熱調整用の液体供給が不要。誘導と制御部がWGU-17/BとWCU-12/Bにそれぞれ換装され、弾頭部にはWAU-19/BとWAU-21/Bが利用可能となった。他の改良点として、再プログラム可能なEEPROMメモリと改良された新しいシグナルプロセッサのソフトウェアを備えた。また電磁パルスへの耐性も付加された。古いAIM-54Cに後付けすることもでき、いくつかのミサイルにはC+のアップグレードキットが適用された。

### 訓練型
AEM-54
試験および評価のための特別なテレメトリ電子機器を有する型。
ATM-54
非アクティブ型の弾頭を装備する型。
CATM-54
キャプティブ弾。
DATM-54
地上での整備訓練用。整備の方法がさほど変わらなかったためA型のみ。

### シーフェニックス
航空母艦に搭載されたシースパローの代替として計画されていた艦対空ミサイル型。研究では、射撃管制装置の29個のコンポーネントボックスのうちの27個がAN/AWG-9と互換性があるとされた。ヒューズが自社の資金を使って実施した試験では追加のブースターを使わずマーベリック用のレールランチャーに装備して発射され、90秒の飛行で22kmのダウンレンジを記録した。しかし実現しなかった。

### Fakour 90
イランが2013年2月に試験を行っていたことを明らかとした型式。AIM-54の弾体を流用しシャヒン地対空ミサイル（ホークのコピー・改良型）の弾頭とシーカーを搭載している。イラン空軍は2008年にイラン防衛産業組織と契約を結び、AIM-54A 50発のレストアおよび近代化改修を進め、2009年にはドローンの撃墜に成功した。イランでは2016年までに150発を製造予定である。

### Maqsoud
2013年11月に開発が明らかとされた、 Fakour 90の後継となる新型ミサイル。Maqsoudは目的という意味である。

## 発射記録

### アメリカ海軍
1999年1月6日、VF-213所属機がイラクのMiG-25に向け2発を発射したが、撃墜に失敗した。
1999年9月、VF-2所属機がイラクのMiG-23に向け1発を発射したが、撃墜に失敗した。つまるところ、米軍によるAIM-54の確定した戦果は無い。ただし、湾岸戦争中にヘリコプターを1機撃墜との説もある。

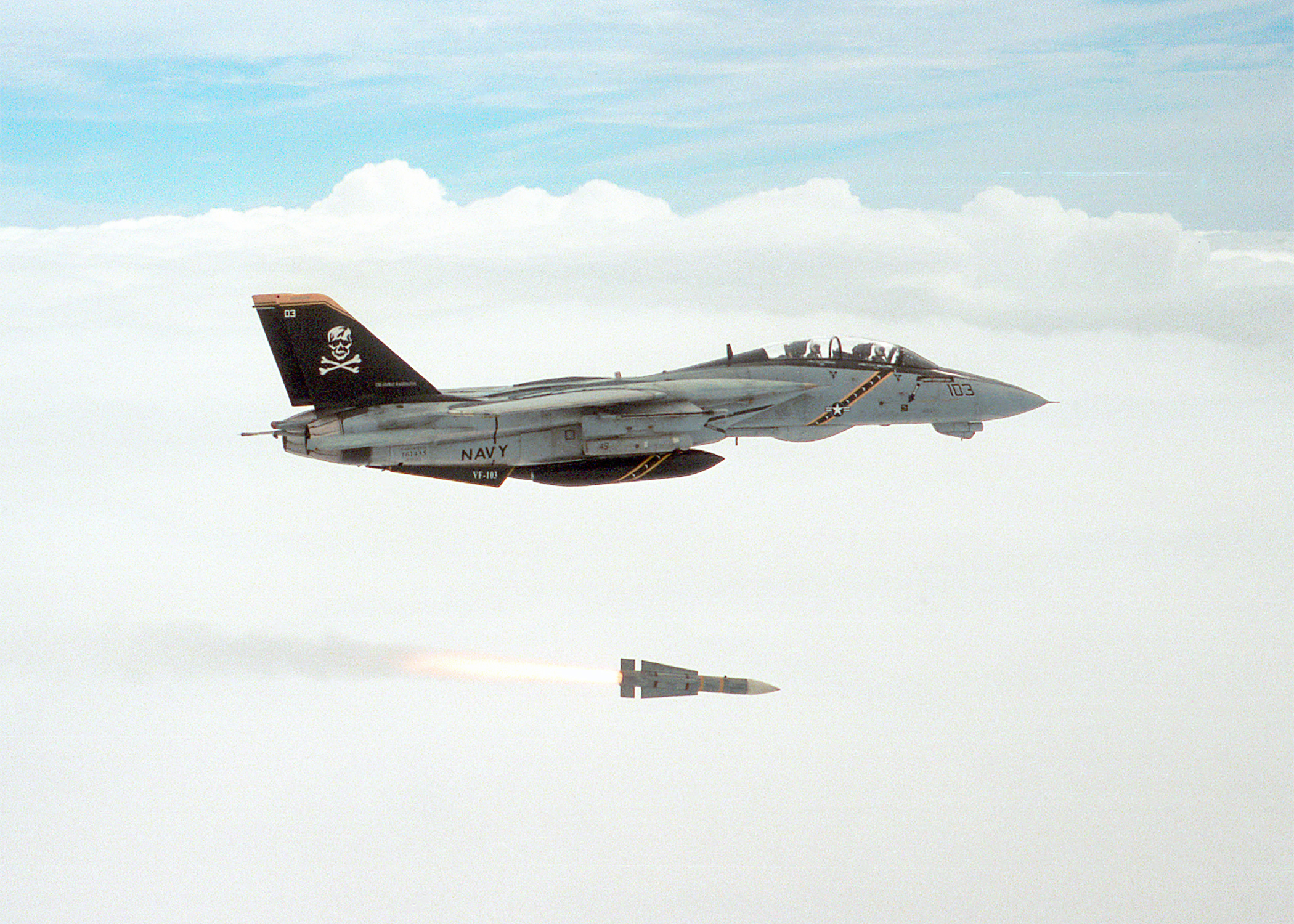
VF-103ジョリーロジャースのF-14Bから発射されたAIM-54

### イラン空軍
イラク軍所属のMiG-25数機との交戦中のことであったが、このとき発射されたミサイルはいずれも命中しなかった。ただし、うち1発はMiG-25の1機を地面近くまで追尾していき、結果、燃料切れを引き起こさせ墜落させたとも言われている。
1979年1月、イラン空軍の訓練において、212km先のドローン（無人標的機）を撃墜した事例がある。
イランに供給された285発のフェニックスの、イラン・イラク戦争（1980-1988年）における使用状況については複数の報告がなされているが、その内容はまちまちである（#外部リンク 1. 参照）。25機あまりを撃墜したと主張するものが複数ある（#外部リンク 2. など）一方で、機体に対する破壊工作によってミサイルの発射自体が不可能だったか、別の何らかの理由によって、1機も撃墜できなかったはずだとするものもある。一般的には、イラン空軍におけるF-14の主要任務は早期警戒機に近い性格のものであり、別の戦闘機により護衛されていたとされている。
2016年発刊の書籍『イラン空軍のF-14トムキャット飛行隊』（大日本絵画 2016年 ISBN 978-4-499-23185-5）によれば以下のような使用記録が記述されている。各項最後の数字は記載のページ番号。また前述の25機撃墜の記録については同書P.63で実際はごく少数と否定し、AIM-54によるものともされていない。
- 1980年10月6日 - イラク軍のミラージュF1EQを1機撃墜（P.76）。
- 1980年10月14日 - イラク軍のMiG-23を1機撃墜（P.76）。
- 1980年10月29日 - イラク軍の2機のMiG-23に対して2発発射。1機を空中で破壊、もう1機は墜落し撃墜と判定（P.46-49）。
- 1980年12月1日 - イラク軍のMiG-21に1発発射して撃墜（P.52）。
- 1980年1月7日 - イラク軍のMiG-23に1発発射。4機編隊のうち先頭の1機を狙ったものだったが、1機目の破片に当たったのか他に2機が墜落し「一石三鳥」となった。残り1機は煙を噴きながら退却したが、帰還できたか不明（P.53）。
- 1980年1月29日 - イラク軍のSu-20に1発発射して撃墜（P.53）。
- 1981年5月15日 - ソ連軍のMiG-25に1発発射するも、搭載レーダーで探知され回避。機体後方で爆発した破片によりわずかにダメージを与えたが帰還した（P.59）。
- 1982年9月26日 - イラク軍のMiG-25に1発発射して撃墜（P.61）。
- 1982年12月1日 - イラク軍のMiG-25に1発発射して撃墜（P.61）。
- 1982年12月1日 - イラク軍のMiG-25に2発発射。1発目はミサイルの故障により外れ、それにパイロットが安心して速度を落としたところへ2発目が命中し撃墜（P.61-62）。
- 1983年8月6日 - イラク軍のMiG-25に1発発射。致命傷を与えるも撃墜には至らなかった。しかし撤退中に遭遇したF-5Eによってサイドワインダーでとどめを刺される（P.63）。
- 1984年2月26日 - イラク軍のMiG-23に1発発射して撃墜（P.64）。
- 1984年7月26日 - イラク軍のシュペルエタンダールに1発発射。F-14を操縦していたパイロットは撃墜を申告していたが、実際はシュペルエタンダールは辛うじて帰還していた（P.65）。
- 1984年8月7日 - イラク軍のシュペルエタンダールから発射されたエグゾセミサイルを撃ち落とすため搭載していた残り全てを使用。結果は不明（P.65）。
- 1985年3月以降、時期不明 - ソ連軍のMiG-23を3機撃墜（P.79）。
- 1986年2月15日 - イラク軍のMiG-25を撃墜。発射数は不明（P.67）。
- 1986年2月18日 - イラク軍のミラージュF1EQを1機撃墜。別の1機に1発発射したが、こちらは外れた（P.67）。